# Граф де Гимера
Граф де Гимера — испанский дворянский титул. Он был создан в 1599 году королем Испании Филиппом III для Гаспара Гарселана де Кастро де Арагона и Пиноса (1584—1638).
Название графского титула происходит от названия муниципалитета Гимера, провинция Льейда, автономное сообщество Каталония.

## Графы де Гимера
- Гаспар Гарселан де Кастро де Арагон и Пинос[исп.] (1584—1638), 1-й граф де Гимера. Сын Фелипе Гарселана де Кастро и Пиноса, виконта де Evol, Illa y Canet, и его второй жены, Анны де Арагон и Борха, дочери Мартина де Гурреа и Арагона, и Луисы де Борха.
- Франсиска де Кастро-Пинос и Сурита[кат.] (? — 1663), 2-я графиня де Гимера. Дочь Педро де Гарселана (? — 1596),
- Исабель Маргарита Фернандес де Ихар и Кастро-Пинос[кат.] (1603—1642), 3-я графиня де Гимера. Дочь Хуана Франссико Кристобаля Луиса Фернандеса де Ихара и Фернандеса де Эредия (1552—1614), 2-го герцога де Ихара, и Франсиски де Кастро-Пинос и Фенольет и Сурита, 2-й графини де Гимера
- Хайме Франсиско Сармьенто де Сильва и Фернандес де Ихар (1625—1700), 4-й граф де Гимера. Сын Родриго де Сильвы Мендосы и Сармьенто (1600—1664) и Исабель Маргариты Фернандес де Ихар и Кастро-Пинос
- Хуана Петронила де Сильва и Арагон (1669—1710), 5-й граф де Гимера. Дочь предыдущего и Марианны Пинтьятели д’Арагона (? — 1681), дочери Этторе IV Пиньятелли, 6-го герцога ди Монтелеоне, и Джованны Тальявия д’Арагона Кортес, 5-й герцогини ди Терранова
- Исидро Франсиско Фернандес де Ихар и Сильва (1690—1745), 6-й граф де Гимера. Сын предыдущей от первого брака с Фадрике де Сильва Португалем Мендосой и Карвахалем, 3-м маркизом де Орани.
- Хоакин Диего де Сильва и Монкада (1721—1758), 7-й граф де Гимера. Сын предыдущего от первого брака с Луизой де Монкада и Бенавидес
- Педро де Алькантара Фернандес де Ихар и Абарка де Болеа (1741—1808), 8-й граф де Гимера. Сын предыдущего и Марии Энграсии Абарка де Болеа и Понс де Мендоса
- Агустин Педро де Сильва и Палафокс (1773—1817), 9-й граф де Гимера. Сын предыдущего и Рафаэлы де Палафокс Гусман и Сентурион и Гусман
- Франсиска Хавьера де Сильва и Фитц-Джеймс Стюарт (1795—1818), 10-я графиня де Гимера. Дочь предыдущего и Марии Франсиски Фитц-Джеймс Стюарт и Штольберг (1775—1852)
- Хосе Рафаэль де Сильва Фернандес де Ихар-и-Палафокс (1776—1863), 11-й граф де Гимера. Дядя предыдущей
- Андрес Авелино де Сильва и Фернандес де Кордова (1806—1885), 12-й граф де Гимера. Второй сын предыдущего и Хуаны Петры де Алькантары Фернандес де Кордовы и Вильярроэль и Спинола де ла Серда, 8-й графини де Сальватьерра, 10-й маркизы де Ходор (1785—1813)
- Андрес Авелино де Сильва и Кэмпбелл (1848—1930), 13-й граф де Гимера, Сын предыдущего и Марии Изабеллы Каролины Кэмпбелл и Винсент
- Наталия де Сильва и Каверо, графиня де Гимера. Дочь Андреса де Сильвы и Кэмпбелл, графа де Бельчите (1851—1914), и Марии Терезы Каверо и Урсаис, дочери Томаса Каверо и Альвареса де Толедо и Наталии де Урсаис и Гарро
- Мария Роза Васкес и Сильва (1907—1968), 13-я графиня де Гимера, дочь Марии Терезы де Сильвы и Каверо, 12-й маркизы де Орани (1883—1916), и Луиса Васкеса Чаварри (1887-?)
- Наталия де Сильва Каверо, 14-я графиня де Гимера. Дочь Андреса де Сильвы и Кэмпбелл, графа де Бельчите (1851—1914), и Марии Терезы Каверо и Урсаис, дочери Томаса Каверо и Альвареса де Толедо и Наталии де Урсаис и Гарро
- Карлос Каро и Васкес, 15-й граф де Гимера. Сын Марии Терезы де Сильвы и Каверо, 12-й маркизы де Орани (1883—1916), и Луиса Васкеса Чаварри.
- Каэтана Фитц-Джеймс Стюарт и Сильва (1926—2014), 16-я графиня де Гимера. Единственная дочь Хакобо Фитц-Джеймса Стюарта и Фалько (1878—1953), 17-го герцога де Альба, и Марии дель Росарио де Сильвы и Гуртубай (1900—1934), 16-й герцогини де Альяга.
- Альфонсо Мартинес де Ирухо и Фитц-Джеймс Стюарт (род. 1950), 17-й граф де Гимера. Второй сын предыдущей и Луиса Мартинеса де Ирухо и Артаскоса (1919—1972).